# الدوري الإسكتلندي الدرجة الرابعة 2018–19
الدوري الإسكتلندي الدرجة الرابعة 2018–19 هو موسم من الدوري الإسكتلندي الدرجة الرابعة ‏. فاز فيه Cove Rangers F.C. ‏.